# Allmänflyg
Med allmänflyg avses all annan civil luftfart än kommersiell tidtabellbunden och kommersiell icke tidtabellbunden flygtrafik. Ambulansflyg, brandflyg, firmaflyg, fotoflyg, nöjesflyg, skolflyg, övervakningsflyg är exempel på verksamheter som omfattas av begreppet allmänflyg.